# Takamasa Yamazaki
Takamasa Yamazaki (山﨑 貴雅 Yamazaki Takamasa?), född 17 mars 1992 i Gifu prefektur, är en japansk fotbollsspelare.
Yamazaki började sin karriär 2014 i FC Kariya. Efter FC Kariya spelade han för Mito HollyHock, Kagoshima United FC och Vanraure Hachinohe.